# Bene qui latuit, bene vixit
Bene qui latuit, bene vixit (в переводе с лат. — «Хорошо прожил тот, кто хорошо спрятался») — латинское крылатое выражение, представляющее собой цитату из элегии Публия Овидия Назона («Скорбные элегии», книга III, элегия четвёртая):

Верь мне: благо тому, кто живёт в благодатном укрытье,

Определённых судьбой не преступая границ.
— пер. Н. Д. Вольпин. Публий Овидий Назон // Скорбные элегии. Письма с Понта. — М.: Наука, 1978. — С. 25-26.
В контексте первоисточника речь идёт о том, что незаметная жизнь предпочтительна, тогда как человек, вознесшийся высоко, желающий от жизни слишком многого, обречён на болезненное падение (в качестве примеров приводятся судьбы Икара, Фаэтона и других героев мифа); в частности, и собственную судьбу Овидий, пишущий из далёкой ссылки, представляет как печальный пример несоблюдения этого жизненного правила.
Формула Овидия представляет собой отклик на аналогичную мысль, выраженную Горацием в Послании к Сцеве: «Прожил не худо и тот, кто безвестным родился и умер» («Послания», I, 17, 10, пер. Н. С. Гинцбурга). Гораций, в свою очередь, опирается на греческого философа Эпикура, главным жизненным правилом которого было «Живи незаметно» (древнегреч. λάθε βιώσας) — поскольку более всего следует дорожить душевным покоем, максимально оградив себя от волнений, и, конечно же, от государственных дел, которые требуют много усилий и приносят мало удовольствия.